# Хуан Крисостомо Торріко Гонсалес
Хуан Крісостомо Торріко Гонсалес (ісп. Juan Crisóstomo Torrico González, 21 січня 1808, Ліма, Іспанія, — 27 березня 1875, Париж, Франція) — перуанський військовий і політичний діяч, був президентом Перу протягом невеликого терміну в 1842 році.

## Біографія
Торріко Гонсалес служив в армії Хосе Сан-Мартіна під час війни за незалежність Перу. Згодом він служив під командуванням Августина Гамарра у війні проти лідера Перу-болівійської конфедерації Андреса де Санта Круса. Після загибелі Гамарра президентство Перу прийняв Мануель Менендес, проти якого Хуан Крісостомо Торріко Гонсалес успішно організував повстання і сам ненадовго очолив Перу. Його правління було недовгим, оскільки Перу тоді роздирали різні міжусобні військові конфлікти, і незабаром Торріко Гонсалеса змістив з його поста Хуан Франсиско де Відаль. Після перевороту Торріко Гонсалес знайшов притулок в Болівії, звідки він діяв спочатку проти уряду Відаля, а потім і проти уряду Мануеля Ігнасіо Віванко. У Перу Торріко Гонсалес зміг повернутися лише після падіння уряду Віванко в 1844 році. При уряді Рамона Кастільї він був призначений міністром економіки і фінансів, а пізніше став послом у Франції при уряді Хуана Антоніо Песет. Помер в Парижі в 1875 році.